# Suppo III de Spolète
Suppo III de Spolète  (né à une date inconnue et mort v. 879) est un duc italien du IXe siècle, issu de la famille de Supponides.  

## Biographie
Suppo III fut duc de Spolète de 871 à 876, archiminister (archministre) et consiliarius (conseiller) de l'empereur Louis II le Jeune, il fut donc le personnage le plus puissant du royaume d'Italie après le souverain.
Il était membre de la famille des Supponides qui avait des liens de parenté avec l'impératrice Engelberga, épouse de Louis, mais aussi de Suppo II son cousin et homonyme, qui fut comte de Parme, d'Asti et de Turin. 
Louis II, le mit à la tête du duché de Spolète en 871, en remplacement de Lambert Ier qui était en rébellion contre lui. 
Après la mort de Louis en 876, il soutient Charles le Chauve pour le trône italien. Néanmoins, ce dernier le dépossède et rétablit Lambert dans ses droits cette même année.

## Union et postérité
La femme de Suppo III était une sœur d'Évrard de Friouldont Unroch comte de Reggio, de la décennie 890 à 931, cousin du roi d'Italie et empereur Berenger de Frioul..